# Maksim Karpow (zapaśnik)
Maksim Wiaczesławowicz Karpow (ros. Максим Вячеславович Карпов; ur. 20 stycznia 1980) – rosyjski zapaśnik walczący w stylu klasycznym. Piąty w Pucharze Świata w 2006. Piąty na MS juniorów w 2005.
Mistrz Rosji w 2005 i trzeci w 2011 roku.